# 캘리포니아 폴리테크닉 주립 대학교 샌루이스오비스포

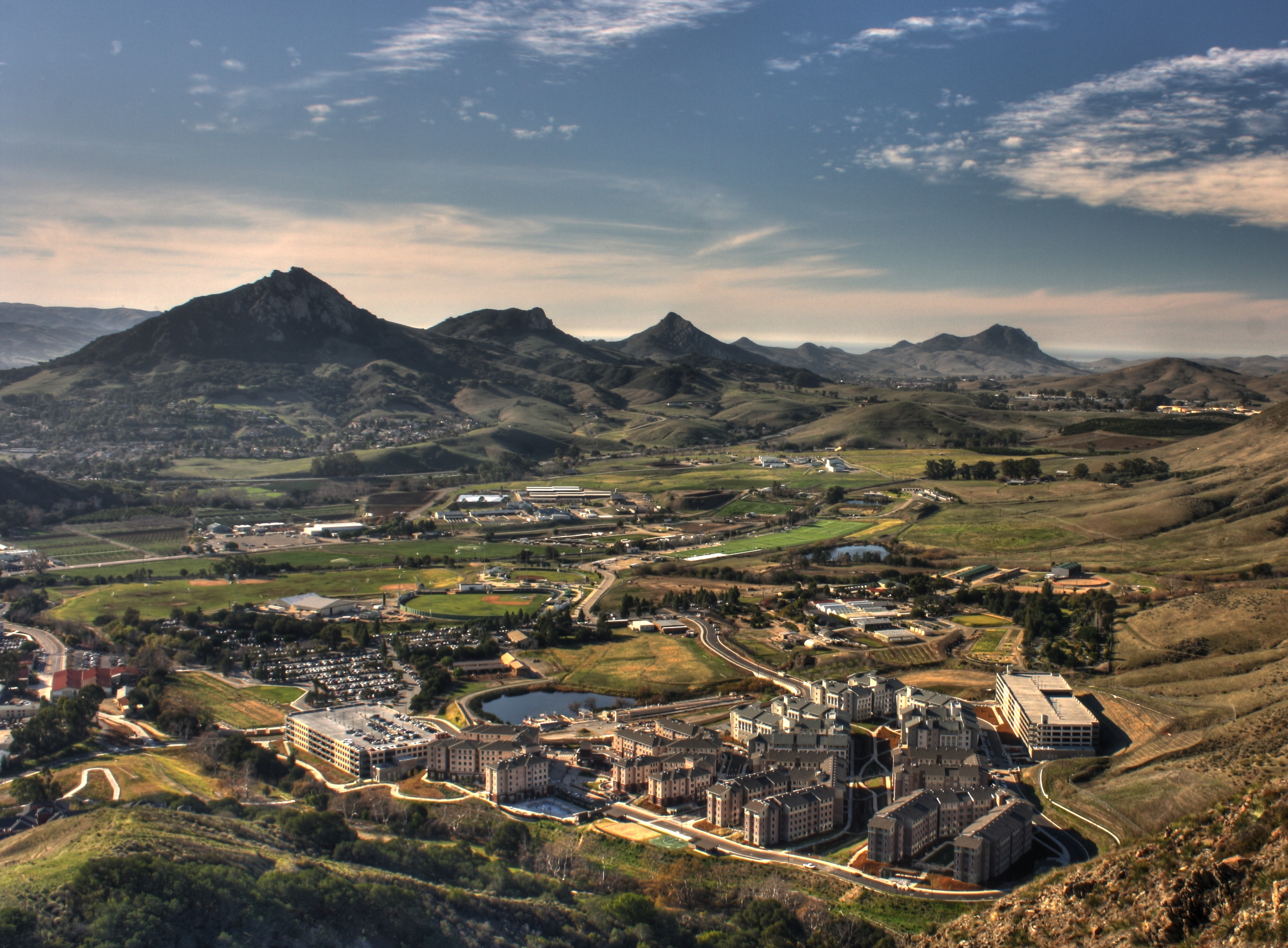

캘리포니아 폴리테크닉 주립 대학교 샌루이스오비스포(California Polytechnic State University, San Luis Obispo)는 샌루이스오비스포시에 근접한 샌루이스오비스포군에 위치한 공립 대학이다. 캘리포니아 주립 대학교 시스템의 3개의 폴리테크닉 학교들 가운데 가장 오래된 학교이다.
6개 칼리지로 구성되며 65개의 학사 학위와 39개의 석사 학위를 수여한다.